# Mapleton (hrabstwo Aroostook)
Mapleton – jednostka osadnicza w Stanach Zjednoczonych, w stanie Maine, w hrabstwie Aroostook.